# Huis ter Duin

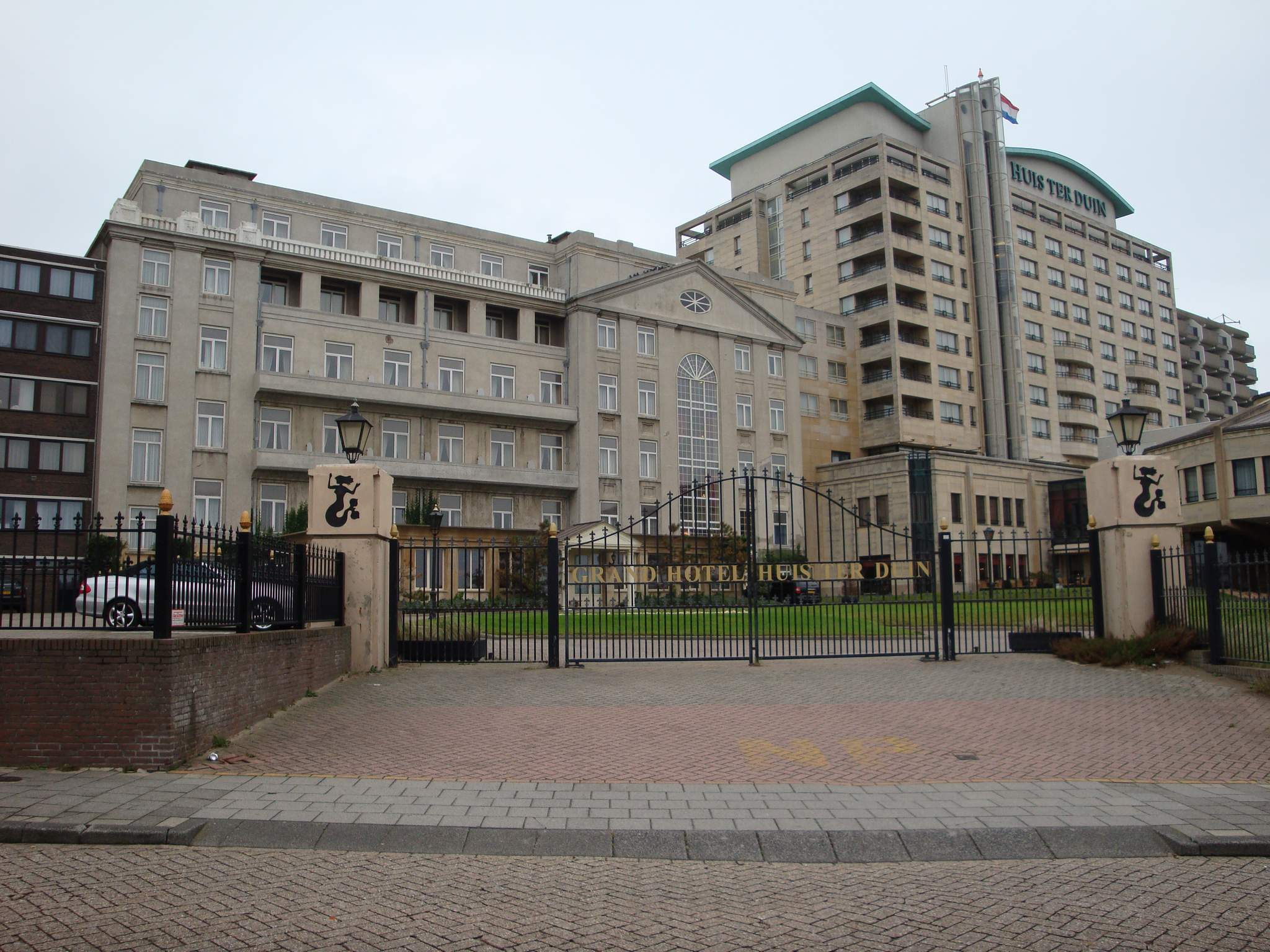
Huis ter Duin - 2008

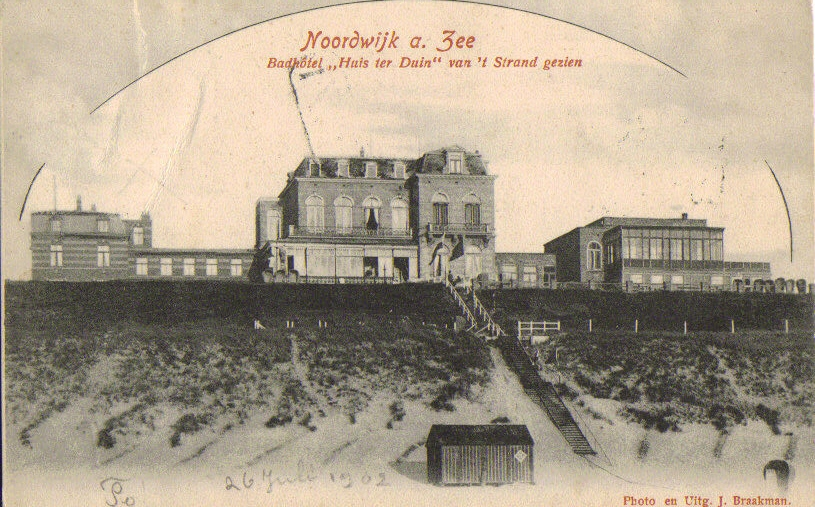
Huis ter Duin - 1900

Grand Hotel Huis ter Duin ligt aan het Noordzeestrand van de Nederlandse plaats Noordwijk midden tussen de noorder- of Koningin Wilhelminaboulevard en de zuider- of Koningin Astridboulevard, en werd in 1885 geopend als het eerste hotel voor toeristen. Het legde daarmee de grondslag voor de ontwikkeling van Noordwijk als een bekende badplaats. Het hotel ligt direct aan het strand en beschikt over een eigen helikopterhaven.
Op de eerste etage van het hotel is Restaurant Latour gevestigd, dat sinds 2005 onafgebroken een Michelinster heeft. Sinds 2010 beschikt het hotel over een strandpaviljoen dat het hele jaar geopend is.

## Geschiedenis
Heinrich Tappenbeck kocht Huis ter Duin in 1887 van de gemeente Noordwijk. Tappenbeck begon meteen met de zaken internationaal aan te pakken (vooral in Duitsland) en adverteerde over de goede bereikbaarheid (per stoomtram) en de goede verbindingen met grote steden als Amsterdam en Leiden. Hij koos bladen uit om te adverteren, die vooral door zakenlui en mensen van adel werden gelezen. Zo kreeg Huis ter Duin al eind 19e eeuw grote bekendheid in binnen- en buitenland, vooral bij de welgestelden. Sinds de jaren 70 is het hotel in handen van de familie Noorlander.
Huis ter Duin heeft zich altijd op welgestelde toeristen gericht. Zo verbleven de koninklijke families van Nederland en België er regelmatig. Andere gasten waren onder meer prinses Gracia van Monaco, schrijver Thomas Mann en filmsterren Elizabeth Taylor en Richard Burton. Tijdens de Tweede Wereldoorlog werd het hotel door de Duitsers gevorderd voor het onderbrengen van legerofficieren. Dat gegeven werd later gebruikt in de film Soldaat van Oranje die gedeeltelijk rond het hotel opgenomen is.
Tijdens de storm van 25 januari 1990 werd een groot deel van het hotel door een grote brand verwoest, hierbij kwamen drie brandweerlieden om het leven.
Huis ter Duin werd daarna herbouwd en uitgebreid.
Het is nu een vijfsterrenhotel met 254 kamers, 20 suites, vier penthouses, 19 conferentieruimten, een bar, de Van Diepeningen Lounge en drie restaurants.
Tegenwoordig is het hotel bij het brede publiek voornamelijk bekend door het Nederlands voetbalelftal, dat er vaak verbleef. Bondscoach Rinus Michels deed in 1987 een beroep op de eigenaar toen het KNVB-centrum in Zeist werd verbouwd, en daarna bleef Oranje er dertig jaar komen.
In juli 2014 werd in het hotel de film Bloed, zweet & tranen over het bewogen leven van volkszanger André Hazes opgenomen, en er worden nog regelmatig soaps en andere programma's gefilmd.

## Trivia
- Het inmiddels gesloopte REM-eiland lag recht tegenover Huis ter Duin
- Op het dak van het hotel bevindt zich een webcam
- Tijdens de Nuclear Security Summit 2014 (24/25 maart 2014) overnachtte president Obama in dit hotel